# PA-263
A  PA-263 é uma rodovia brasileira do estado do Pará. Essa estrada intercepta no seu limite oeste a rodovia BR-422; e no seu limite leste as rodovias PA-475 e Paulo Fontelles.
Está localizada na região sudeste do estado, atendendo aos municípios de Tucuruí, Breu Branco e Goianésia. 